# Tuktakia
Tuktakia (Toqtaqiya o Tukta Kaja) fou kan de l'Horda Oriental (Horda Blava a les fonts turcomongoles i russes i Horda Blanca a les fonts perses) coneguda com a ulus d'Orda. Era fill d'Urus Khan al que va succeir el 1376.
Quan el 1377 Toktamish fou establert al Kiptxaq oriental (Sabran i altres poblacions) per Tamerlà, Urus Khan havia envia al seu fill Kuthik Buka (Kuthigh Bugha o Kutluq Bugha), que havia avançat amb un exèrcit de cinc mil cavalls cap al territori ocupat per la tribu de Jujy, i l'havia saquejat. Les forces de Toktamish i Kuthigh Bugha es van enfrontar el fill d'Urus Khan a va resultar mal ferit per una fletxa, i va morir l'endemà, però tot i això, Toktamish fou finalment derrotat i els seus governs saquejats, i va haver de refugiar-se altre cop a Transoxiana, demanant ajut altre cop a Timur.
En vida el seu pare va dirigir una expedició a l'est de l' ulus i va derrotar a Toktamish, establert a Sabran i altres lloc de la zona amb el suport de Tamerlà. Tukta Kaja o Toktakia, volia venjar la mort del seu germà Kuthik Buka, i per derrotar a Toktamish en el seu retorn a Sabran, es va reunir amb diversos amirs entre els quals Ali Beg, i van reunir un exèrcit nombrós. Els dos exèrcits es van enfrontar prop del riu Sihun i Toktamish fou un altre cop derrotat i va haver de fugir creuant el Sihun nadant per sota l'aigua.
Va pujar al tron el 1376 a la mort del seu pare, però va morir al cap de pocs mesos (o setmanes) es diu que a causa d'una ferida de guerra, el mateix 1376 o al principi de 1377. A la seva mort el va succeir el seu germà Timur Malik.